# Przysieka (powiat wągrowiecki)
Przysieka – wieś w Polsce położona w województwie wielkopolskim, w powiecie wągrowieckim, w gminie Wągrowiec.
| SIMC    | Nazwa | Rodzaj    |
| ------- | ----- | --------- |
| 0532033 | Kurki | część wsi |

W latach 1975–1998 miejscowość należała administracyjnie do województwa pilskiego.